# برلین (ویرجینیای غربی)
برلین (به انگلیسی: Berlin) یک منطقهٔ مسکونی در ایالات متحده آمریکا است که در شهرستان لویس، ویرجینیای غربی واقع شده‌است.